# Weidmüller
La società tedesca Weidmüller Interface GmbH & Co. KG si occupa di componentistica elettrotecnica e elettronica nell'ambito della automazione industriale. La sede a Detmold nel Ostwestfalen-Lippe, Nordrhein-Westfalen. La società ha sedi in 80 paesi nel mondo.
Dal 2013 ha intrapreso un percorso di cambiamento secondo le linee di Industria 4.0. Weidmüller è tra i principali cluster di it’s OWL così come collabora con la Robotation Academy Foshan, della Smart Factory KL e del Centrum Industrial IT di Lemgo.

## Storia
Nel 1850 la C. A. Weidmüller nasce come azienda tessile ad opera di Carl August Weidmüller a Reichenbrand di Chemnitz. Gottfried Gläsel nel 1931 diventa azionista di maggioranza e nel 1937 possiede l'intera società. Nel 1943 avviene il passaggio nel settore elettrotecnico con l'introduzione attraverso Gottfried Gläsel Wilhelm Staffel, ingegneri alla AEG, lo sviluppo quadri elettrici bordo macchina. Con Wilhelm Staffel viene prodotta la prima serie di morsetti per AEG di Berlino.
La collaborazione con Wilhelm Staffel continua dopo la seconda guerra mondiale nel 1947, con la rifondazione nel 1948 della C. A. Weidmüller a Berlebeck di Detmold. Nel 1952 partecipa per la prima volta alla Hannover Messe. Nello stesso anno viene prodotto il „Schaltanlagen-Anreih-Klemme“ (SAK) in Duroplast.
Nel 1959 viene fondata la sede in Inghilterra. Nel 1967 in Austria, Francia e Italia. Nel 2017 collabora con Rockwell Automation in nord America.

## Divisioni
Weidmüller ha tre divisioni Cabinet Products, Device & Field Connectivity e Automation Products & Solutions.

### Cabinet Products
È la divisione più grande Weidmüller. Produce armadi elettrici e guide DIN.

### Device and Field Connectivity
Produce sensori e attuatori, componenti meccatronici.

### Automation Products and Solutions
Produce sistemi per l'automazione industriale e l'Industria 4.0, la digitalizzazione, la manutenzione secondo condizione.

## Onorificenze
Nel 2018 ha ricevuto due premi German Innovation Award nella classe „Excellence in Business to Business“ e „Connectivity“ così come „Machines & Engineering“.
Diverse volte ha ricevuto dal Top Employers Institute il „Top Employer Deutschland Ingenieure 2018“.
Nel 2013 riceve il titolo „Klimaschutz-Unternehmen“ della Klimaschutz-Unternehmen e.V.